# Пам'ятник Героям Небесної Сотні (Хмельницький)
Пам'ятник Героям Небесної Сотні — пам'ятник загиблим героям Небесної сотні, що загинули під час Революції гідності, споруджений у місті Хмельницькому у 2017 році. Він обійшовся міській владі у 4,3 млн грн. та був урочисто відкритий на День Незалежності в 2017 році.
Герої небесної сотні з Хмельницької області, що загинули під час Революції гідності: Сергій Бондарчук, Микола Дзявульський, Дмитро Пагор, Артем Мазур, Анатолій Корнєєв, Віталій Васільцов, Олександр Клітинський, Людмила Шеремет, Володимир Чаплінський, Олександр Подригун.

## Історія
В 2014 року Хмельницька влада вирішила на численні прохання сімей загиблих під час Революції Гідності поставити пам'ятник героям і оголосила конкурс на кращий проект, який серед десяток варіантів був обраний в жовтні цього року. Пам'ятник Героям Небесної Сотні був встановлений , де була відреставрована частина вулиці, покладено бруківку та лавочки. Авторами роботи є відомі художники та скульптори з Хмельницького Роман Албул та Микола Мазур. Микола Мазур не дожив до відкриття пам'ятника і помер в 2015 році.

## Опис
Ідея монументу була взята авторами з події, яка трапилася в Ватикані в 2014 році з папою Франциском, який з дітьми випустив з вікна двох білих голубів. Трапилося так, що вони не змогли далеко відлетіти від апостольського палацу, так як на них напали чайка і ворона. 
Бронзовий пам'ятник вагою 1 тонна зображений у вигляді голуба (це святий дух), який стоїть на відрубаній голові ворона, що символізує перемогу добра над злом. На його крило нанесено голови людей, котрі загинули під час Революції гідності. На зворотній стороні скульптури викарбувано напис: «Україна — понад усе!».